# 吕一经
吕一经，字子传，号非庵，直隸吳縣籍，長洲縣（今皆屬江苏省苏州市）人。

## 生平
明崇祯三年（1630年）庚午科應天鄉試舉人，崇禎四年（1631年）联捷辛未科进士，礼部观政，授工部虞衡司主事，调礼部祠祭司主事，升精膳司员外、郎中，崇祯八年（1635年）官至河南按察司提学佥事 。

## 著作
著有《古今好议论》。

## 轶事
与安广居、安广誉兄弟二人（东林党领袖安希范之子）常有书信往来。